# STS-49
STS-49 byla první misí amerického raketoplánu Endeavour. Cílem letu byla korekce oběžné dráhy satelitu Intelsat 6 F-3. Uskutečnily se čtyři výstupy do otevřeného vesmíru, poprvé v historii byli ve vesmíru naráz tři lidé. Jednalo se také o nejdelší pobyt v otevřeném prostoru až do roku 2001 a mise STS-102.

## Posádka
- Daniel Brandenstein (4) - velitel
- Kevin P. Chilton (1) - pilot
- Pierre J. Thuot (2) - letový specialista
- Kathryn C. Thorntonová (2) - letový specialista
- Richard J. Hieb (2) - letový specialista
- Thomas D. Akers (2) - letový specialista
- Bruce E. Melnick (2) - letový specialista

V závorkách je uvedený dosavadní počet letů do vesmíru včetně této mise.

## Výstupy do vesmíru (EVA)
- EVA 1: 10. květen, 1992 - 3 hodiny, 43 minut (Thuot, Hieb)
- EVA 2: 11. květen, 1992 - 5 hodiny, 30 minut (Thuot, Hieb)
- EVA 3: 13. květen, 1992 - 8 hodiny, 29 minut (Thuot, Hieb a Akers)
- EVA 4: 14. květen, 1992 - 7 hodiny, 44 minut (Thortonová, Akers)